# Poszła na całość
Poszła na całość (ang. She Went All The Way ) to książka dla dorosłych autorstwa Meg Cabot. W Polsce została wydana w 2004 roku, przez wydawnictwo Amber, a w USA w 2002 roku, przez wydawnictwo HarperCollins Publishers.

## Komentarz wydawcy
"Wszystko jest tak, jak Lou sobie wymarzyła. Osiągnęła sukces. Jej scenariusze filmowe są rozchwytywane. Zdobyła popularność i powodzenie. Ale dobra passa się kończy. Dlaczego właśnie teraz? Dlaczego Bruno zostawia ją dla aktoreczki! Lou nie chce pracować nad nowym serialem z nadętym gwiazdorem (choćby był najseksowniejszym facetem na świecie)! I nie chce wylądować razem z nim w samym środku alaskiej głuszy po podejrzanej katastrofie helikoptera!"

## Bohaterowie

### Najważniejsi bohaterowie
- Lou Calabrese – główna bohaterka książki, pisarka scenariuszy filmowych
- Jack Townsend – główny bohater książki, aktor
- Tim Lord – reżyser filmowy
- Vicky Lord – przyjaciółka Lou, trzecia żona Tima Lorda
- Bruno do Blase (wł. Barry Kimmel) – były chłopak Lou, mąż Grety Woolston
- Eleonora Townsend – matka Jacka Townsenda
- Frank Calabreze – ojciec Lou Calabreze

### Bohaterowie poboczni
- Greta Woolston – była dziewczyna Jacka Townsenda, żona Bruna di Blase
- Sam Kowalski – niespełniony zabójca Jacka Townsenda
- Melanie Dupre – była dziewczyna Jacka Townsenda
- Paul Thompkins – asystent Tima Lorda
- Alessandro – pies Eleonory Townsend